# Marianna Jánošíková-Machalová
Marianna Jánošíková-Machalová (* 1972 Michalovce) je nevidomá slovenská sochařka, která vytváří hliněné sochy a reliéfy. S uměleckou činností začala v období, kdy definitivně ztratila zrak v důsledku vážného onemocnění, tedy zhruba ve 22 letech.
Zpočátku modelovala ve svých představách sebe, později se snažila ztvárnit svůj zážitek nebo pocit. V současnosti v její tvorbě převládá motiv ženské postavy spojené se svým příběhem. Snaží se vystihnout podstatu pohybu, gesta, situaci. Absolvovala kurz arteterapie. Stále aktivně vystavuje v Česku i na Slovensku. Žije ve Valašském Meziříčí.
Svá díla vystavovala na Slovensku i v České republice.

## Ocenění
V roce 2001 jí časopis Slovenka udělil titul Žena roku.